# Miniaturpark Inwałd
Koordinaten: 49° 52′ 11″ N, 19° 24′ 39″ O
Der Miniaturpark Inwałd (polnisch: Park Miniatur w Inwałdzie) ist ein großer Park in Inwałd in Polen, in dem es maßstabsgerechte Nachbauten zahlreicher bekannter Bauwerke zu sehen gibt.
Der Park wurde im Mai 2007 eröffnet. Der ersten Abschnitt kostete 4 Millionen Złoty. Anfang Mai 2008 wurde der polnische Teil des Parks eröffnet, in dem sich original getreue Nachbauten der Sehenswürdigkeiten in Polen befinden. Die Erweiterung kostete insgesamt 1,7 Millionen Złoty. Im ersten Bauabschnitt befinden sich Sehenswürdigkeiten aus anderen Ländern, wie zum Beispiel der 15 Meter hohe Eiffelturm oder das Weiße Haus. Das gesamte Gelände des Parks umfasst 45.000 Quadratmeter.

## Modelle
Im Park sind derzeit über 50 Modelle ausgestellt. Diese sind mit Ausnahme des Petersplatzes in Rom, der im Maßstab 1:15 erbaut wurde, im Maßstab 1:25 nachgebaut. Zu den Modellen im Park gehören:
- Eiffelturm (Paris)
- Petersplatz (Rom)
- Teil der Stadt Venedig
- Freiheitsstatue (New York City)
- Schiefer Turm von Pisa
- Chinesische Mauer
- Triumphbogen (Rom)
- Weißes Haus (Washington, D.C.)
- Große Sphinx von Gizeh
- Krakauer Tuchhallen
- Königsschloss Warschau